# 乌什河畔弗勒雷
乌什河畔弗勒雷（法語：Fleurey-sur-Ouche，法語發音：[flœʁɛ syʁ uʃ]）是法国科多尔省的一个市镇，位于该省中东部，省会第戎以西，属于第戎区。

## 地理
乌什河畔弗勒雷（47°18'43"N, 4°51'34"E）面积29.76 平方千米，位于法国勃艮第-弗朗什-孔泰大區科多尔省，该省份为法国中东部省份，北起奥布省，西接涅夫勒省和约讷省，南至索恩-卢瓦尔省，东南接汝拉省，东临上索恩省，东北部与上马恩省接壤。
与乌什河畔弗勒雷接壤的市镇（或旧市镇、城区）包括：朗特奈、于尔西、阿尔塞、乌什河畔圣玛丽、乌什河畔沃拉尔、昂塞、弗拉维涅罗、马兰、瓦尔福雷。

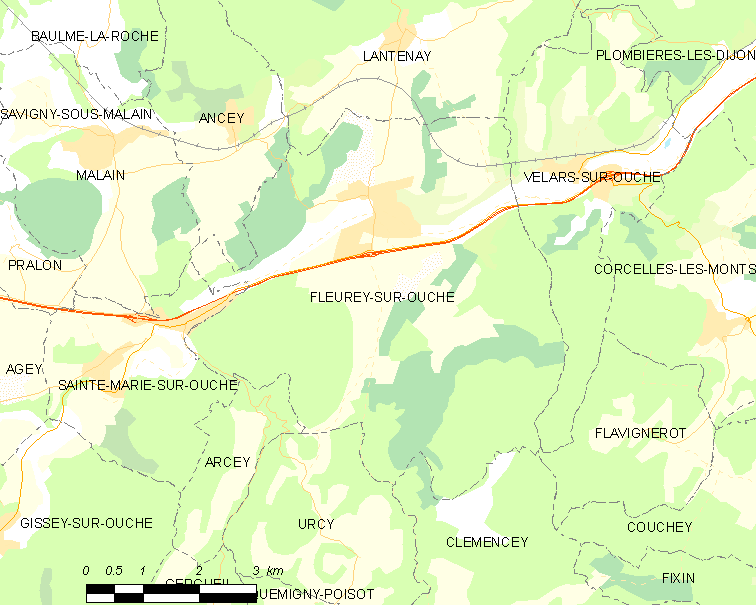
乌什河畔弗勒雷的OSM定位图

乌什河畔弗勒雷的时区为UTC+01:00、UTC+02:00（夏令时）。

## 行政
乌什河畔弗勒雷的邮政编码为21410，INSEE市镇编码为21273。

## 政治
乌什河畔弗勒雷所属的省级选区为塔朗县。

## 人口

1962-2008年间乌什河畔弗勒雷人口变化图示

乌什河畔弗勒雷于2022年1月1日时的人口数量为1498人。

## 交通
法国国家A38号高速公路经过境内并设有31号出入口。科多尔省省道D104线和D104L线在境内交汇。